# 笹哲三
笹 哲三（ささ てつぞう、1923年10月15日 - 2019年4月2日）は、日本の経営者。興亜火災海上保険社長、会長を務めた。北海道出身。

## 経歴
1947年に慶應義塾大学法学部法律学科を卒業し、同年に興亜火災海上保険に入社。1976年7月に取締役に就任し、1980年7月に常務、1982年7月に専務を経て、1983年11月に副社長に就任し、1990年6月には社長に昇格。1994年6月に会長に就任し、1998年6月に相談役に就任。
1994年11月に勲三等瑞宝章を受章。
2019年4月2日に老衰によって死去。95歳没。